# Carneades reticulata
Carneades reticulata är en skalbaggsart som beskrevs av Bates 1881. Carneades reticulata ingår i släktet Carneades och familjen långhorningar. Inga underarter finns listade.